# マーク・バーク
マーク・バーク（Mark Burke, 1969年2月12日 - ）は、イングランド出身のサッカー選手。ポジションはミッドフィールダー。

## 略歴
Jリーグの大宮アルディージャ（当時J2所属）に1999年7月から2000年シーズンまで在籍。それまでチームの中心として活躍していたヨルン・ブーレが1999年5月21日深夜に暴漢に襲撃され退団する事態となったため、急遽入団。大宮での登録名はマーク。高いキープ力をベースに中盤での展開力に優れたチャンスメーカーとして活躍した。J2リーグ通算51試合出場9ゴール。引退後はライターとして活躍。

## 所属クラブ
- 1987年  アストン・ヴィラFC
- 1987年 - 1991年  ミドルズブラFC
  - 1990年  ダーリントンFC（期限付き移籍）
- 1991年 - 1994年  ウルヴァーハンプトン・ワンダラーズFC
  - 1994年  ルートン・タウンFC（期限付き移籍）
- 1994年  ポート・ヴェイルFC
- 1995年 - 1999年  フォルトゥナ・シッタート
- 1999年7月 - 2000年  大宮アルディージャ
- 2001年  FCラピド・ブカレスト
- 2001年  IFブロマポイカルナ
- 2001年 - 2002年  TOPオス

## 個人成績
| 国内大会個人成績 | 国内大会個人成績 | 国内大会個人成績 | 国内大会個人成績 | 国内大会個人成績 | 国内大会個人成績 | 国内大会個人成績 | 国内大会個人成績 | 国内大会個人成績 | 国内大会個人成績 | 国内大会個人成績 | 国内大会個人成績 |
| 年度             | クラブ           | 背番号           | リーグ           | リーグ戦         | リーグ戦         | リーグ杯         | リーグ杯         | オープン杯       | オープン杯       | 期間通算         | 期間通算         |
| 年度             | クラブ           | 背番号           | リーグ           | 出場             | 得点             | 出場             | 得点             | 出場             | 得点             | 出場             | 得点             |
| 日本             | 日本             | 日本             | 日本             | リーグ戦         | リーグ戦         | リーグ杯         | リーグ杯         | 天皇杯           | 天皇杯           | 期間通算         | 期間通算         |
| ---------------- | ---------------- | ---------------- | ---------------- | ---------------- | ---------------- | ---------------- | ---------------- | ---------------- | ---------------- | ---------------- | ---------------- |
| 1999             | 大宮             | 10               | J2               | 20               | 5                | -                | -                |                  |                  |                  |                  |
| 2000             | 大宮             | 10               | J2               | 31               | 4                | 2                | 0                |                  |                  |                  |                  |
| 通算             | 日本             | 日本             | J2               | 51               | 9                | 2                | 0                |                  |                  |                  |                  |
| 総通算           | 総通算           | 総通算           | 総通算           | 51               | 9                | 2                | 0                |                  |                  |                  |                  |

- Jリーグ初出場 - 1999年7月3日 J2第16節 モンテディオ山形戦（大宮）
- Jリーグ初得点 - 1999年8月8日 J2第20節 ヴァンフォーレ甲府戦（大宮）